# 叙利亚西北部冲突 (2022年12月)
叙利亚西北部冲突是自2022年12月2日开始，位于敘利亞的伊德利卜省、阿勒颇省、哈馬省和拉塔基亚省的“伊德利卜降级区”前线爆发了一系列激烈冲突。这些冲突始于沙姆解放組織和其盟友对亲政府的叙利亚阿拉伯军阵地发动的袭击。沙姆解放組織將一系列的襲擊稱之為我们不会和解。据敘利亞人權觀察組織表示，沙姆解放組織为阻止土耳其和叙利亚之间可能进行的和平谈判而發動此次襲擊。